# Jordy Nelson
Pour les articles homonymes, voir Nelson.
(en) Statistiques sur pro-football-reference
Jordy Ray Nelson, né le 31 mai 1985 à Manhattan dans le Kansas, est un joueur professionnel américain de football américain qui évoluait au poste de wide receiver.
Au niveau universitaire, il a joué pour les Wildcats de Kansas State. Il se présente ensuite à la draft 2008 de la NFL et est sélectionné au deuxième tour par les Packers de Green Bay. 
Avec les Packers, il remporte le Super Bowl XLV lors de la saison 2010. Il devient une des principales cibles du quarterback Aaron Rodgers et un des meilleurs receveurs de la ligue au début des années 2010. Il manque toute la saison 2015 à la suite d'une blessure, mais fait son retour en 2016 et termine meilleur marqueur de touchdowns à la réception de la saison avec quatorze touchdowns marqués. Après son départ des Packers, il signe avec les Raiders d'Oakland, avec lesquels il joue une saison avant de se retirer.

## Biographie

### Carrière universitaire
Étudiant à l'université d'État du Kansas, Jordy Nelson joue pour les Wildcats de Kansas State. Lors de sa dernière saison universitaire avec les Wildcats, il réceptionne 122 passes pour un gain total de 1 606 yards sur la saison. Il inscrit également treize touchdowns, onze en tant que wide receiver et deux en retour de punts. Semaine après semaine, il impressionne les recruteurs de la National Football League qui lui voit un futur dans la ligue.

### Carrière professionnelle

#### Packers de Green Bay

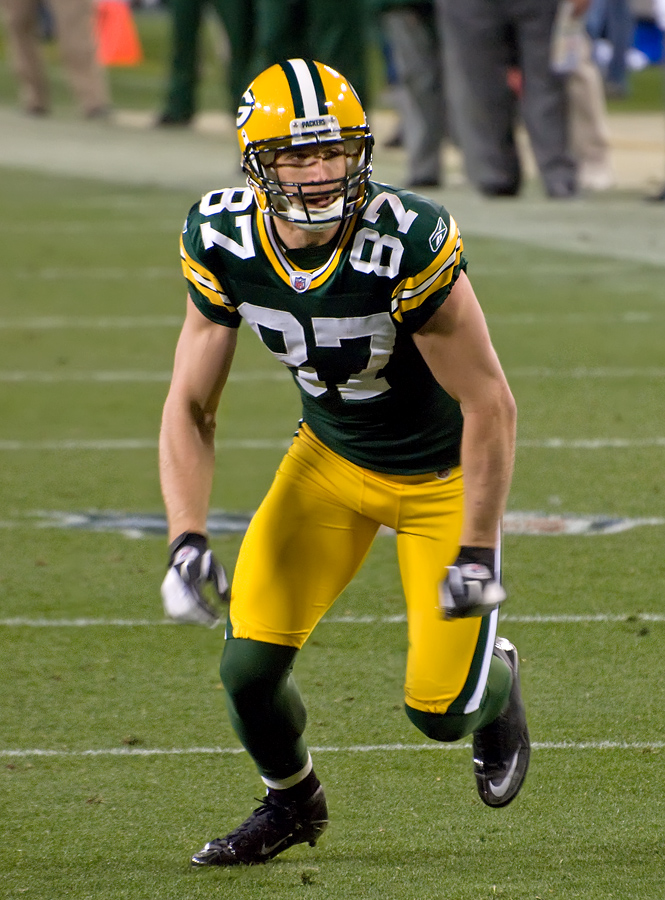
Jordy Nelson en 2011.

Sélectionné en 2008 à la 36e place, au deuxième tour, par les Packers de Green Bay, Jordy Nelson est le troisième wide receiver sélectionné dans cette draft après Donnie Avery (33e choix par les Rams de Saint-Louis) et Devin Thomas (en) (34e choix par les Redskins de Washington). Lors de sa première saison dans la National Football League, Nelson réceptionne 33 passes pour un total de 366 yards et inscrit deux touchdowns, l'un contre les Lions de Détroit en deuxième semaine et l'autre contre les Texans de Houston en quatorzième semaine de compétition.
Sa seconde saison dans la ligue en 2009, Nelson dispute 13 matchs avec les Packers, marquant de nouveau deux touchdowns en tant que receveur et il est la première option en retour de coups de pied.
Lors de la saison 2010 de la NFL, Nelson reste une option secondaire de l'attaque des Packers. Lors des rencontres éliminatoires, Nelson se révèle contre les Falcons d'Atlanta et les Bears de Chicago. Qualifié pour le Super Bowl XLV avec les Packers, il le remporte avec sa franchise. Il marque notamment un touchdown pendant la rencontre. Les 14 yards en 9 réceptions, deux records en carrière, de Nelson font de lui l'un des principaux artisans de ce sacre.
Dès lors, son association avec le quarterback Aaron Rodgers est particulièrement prolifique. Nelson signe un nouveau contrat de 3 ans pour 13,35 millions de dollars le 2 octobre 2011. Il termine la saison régulière 2011 avec des records en carrière en termes de touchdowns (15), de réceptions (68)  et de yards (1 263).
En juillet 2014, il signe un nouveau contrat de quatre années pour 39 millions de dollars aux Packers.

#### Raiders d'Oakland
Le 15 mars 2018, Nelson signe un contrat de deux ans avec les Raiders d'Oakland,
.
Après n'avoir gagné qu'un total de 53 yards lors de ses deux premiers matchs avec les Raiders, il réalise sa meilleure performance de sa saison avec six réceptions, un gain de 173 yards et un touchdown en réception en 3e semaine contre les Dolphins de Miami.
Il inscrit encore un touchdown lors des deux matchs suivants contre les Browns et les Chargers,
.
Nelson va devenir plus important pour l'attaque de sa franchise à la suite du transfert du WR Amari Cooper chez les Cowboys de Dallas.
Lors des cinq derniers matchs de la saison, Nelson totalise 38 réceptions pour un gain cumulé de 386 yards. Il totalise ainsi 739 yards gagnés en réception au cours de la saison.
Le 14 mars 2019, Nelson est libéré par les Raiders.

#### Retraite
Le 27 mars 2019, Nelson annonce qu'il prend sa retraite après 11 saisons jouées en NFL.